# La gran duquesa Sofía en el convento de Novodévichi
La gran duquesa Sofía en el convento de Novodévichi durante la ejecución de streltsí y la tortura de todos sus sirvientes en 1698 (en ruso: Правительница царевна Софья Алексеевна через год после заключения её в Новодевичьем монастыре во время казни стрельцов и пытки всей её прислуги в 1698 году) es un lienzo del pintor ruso Iliá Repin, actualmente en la Galería Tretiakov de Moscú.

## Tema de la obra
La zarevna Sofía Alekséyevna Románova —hija de Alejo I, hermana de Teodoro III y de Iván V y hermanastra de Pedro I — fue regente de Rusia desde 1682 hasta 1689, durante las minorías de edad de Iván V y de Pedro I, contra quien conspiró en 1688, con ayuda de los streltsí. La revuela fracasó, siendo Sofía desterrada al Monasterio de Novodévichi en Moscú, sin tomar los hábitos. Posteriormente, fue sospechosa de fomentar —desde el monasterio— la revuelta de los streltsí de 1698, sangrientamente reprimida por Pedro I, episodio plasmado por Vasili Súrikov en su lienzo La mañana de la ejecución de los streltsí. Sofía fue forzada a tomar los hábitos y a acatar escrupulosamente la vida monacal hasta el fin de su vida.

## Análisis de la obra

### Datos técnicos y registrales
- Moscú, Galería Tretiakov, n º.invent.:722;
- Pintura al óleo sobre lienzo;
- Datación: 1879;
- Dimensiones: 204,5 x 147,7 cm;
- Firmado y datado, abajo a la derecha.

### Descripción de la obra
Repin describe el acontecimiento sin embellecerlo y sin ocultar la violencia exterior, ya que se distingue la silueta de un streltsí ahorcado tras la ventana. La figura de Sofía está basada en las descripciones de sus contemporáneos. Está representada con los brazos cruzados y el ceño fruncido, de forma que parece desafiar al espectador con su porte decidido e irascible. Su pertenencia a la familia real está enfatizada por sus joyas y por su fastuoso atuendo blanco, que es la principal fuente de luz de la composición. La escena se desarrolla en una habitación oscura pero confortable, que también podría ser su estudio, teniendo en cuenta el libro abierto sobre la mesa, los utensilios de escritura y el candelabro. Cerca de la puerta —al fondo, a la derecha— se encuentra una joven sirvienta, cuyo rostro aparenta temor, sea por los trágicos acontecimientos vividos, o por la posible reacción de Sofía.